# Vila Carneiro

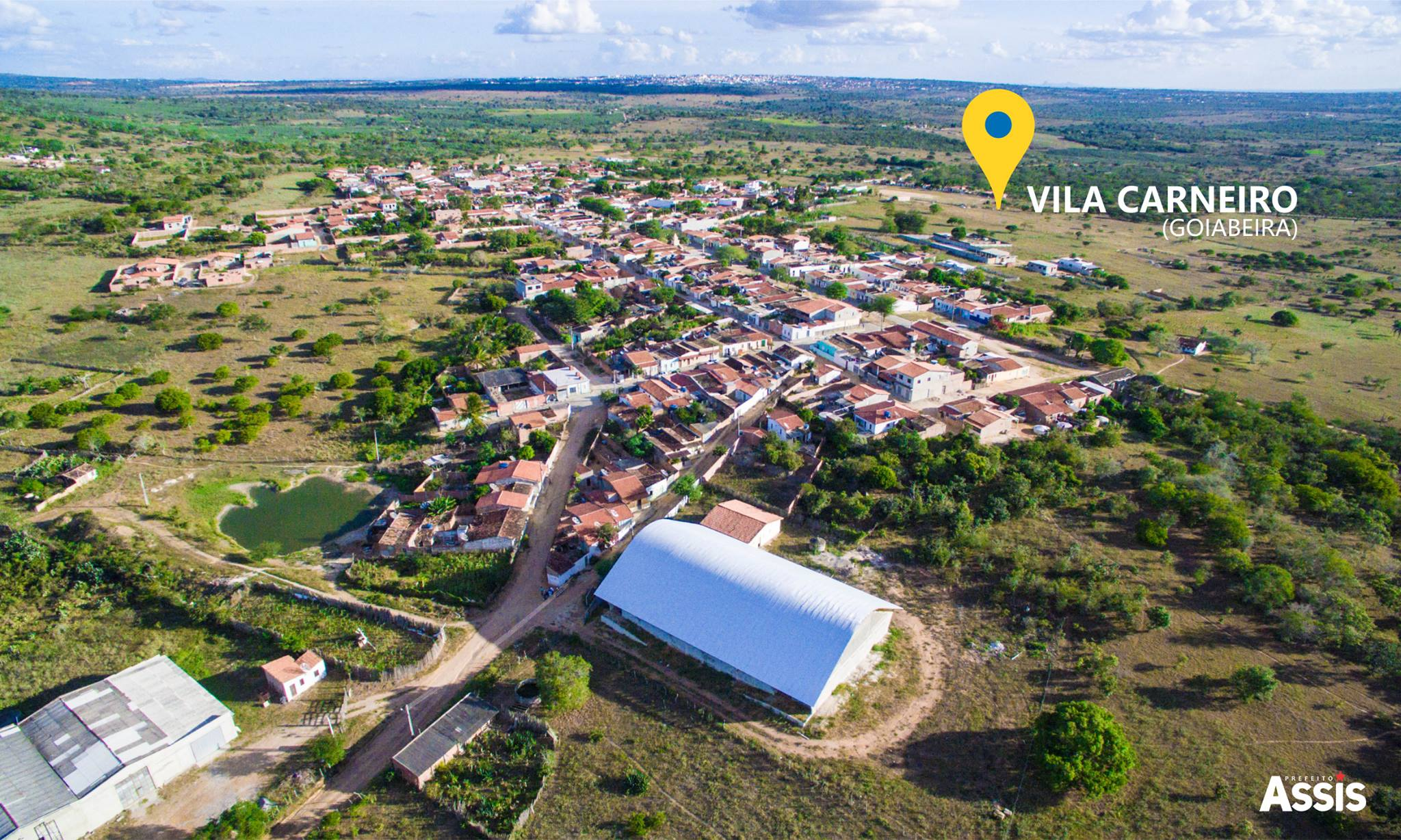
Vista de cima do Distrito de Goiabeira

O Distrito de Goiabeira, localizado no município de Conceição do Coité, Bahia, era anteriormente conhecido como Vila Carneiro. A oficialização de seu nome atual, Goiabeira, como a única denominação do referido distrito, ocorreu por meio da Lei Municipal 1110/2025.
Situado a sete quilômetros da sede municipal, o distrito foi fundado em 15 de novembro de 1947. No âmbito educacional, a Escola Estadual João Carneiro foi estabelecida em 9 de março de 1987, sendo posteriormente renomeada para Colégio Estadual João Carneiro.

## História
O Distrito de Goiabeira, outrora denominado Vila Carneiro, possui suas origens em narrativas orais de residentes mais antigos, que apontam para o estabelecimento inicial de uma vendedora de bebidas alcoólicas sob a sombra de um umbuzeiro. Este local não apenas servia como ponto de venda para essa senhora, mas também se tornou um centro de comércio incipiente, onde outras figuras, como o senhor Manezinho, comercializavam produtos como carne. A reunião de moradores nas proximidades para socialização e consumo de bebidas contribuiu para a formação de um núcleo inicial de povoamento.
Posteriormente, o casal José Lopes e sua esposa erigiram a primeira residência na área, adjacente à atual praça São João, marcando um passo significativo na fixação de moradias. A eles se seguiram o senhor Gregório Mateus e sua família, e em seguida, o senhor Manoel, conhecido como Pepino, consolidando o crescimento populacional. Relatos indicam que a primeira edificação do povoado foi erguida onde hoje se situa a residência de Lucival, neto de João Carneiro, e foi o lar de Osmar e Joanita, testemunhando o nascimento do primeiro filho do casal, Fernando.
A chegada do Sr. João Carneiro e parte de sua família à região foi um marco para o desenvolvimento local. Ele desempenhou um papel crucial no progresso do povoado, estabelecendo um pequeno comércio e oferecendo hospedagem à professora Aracy Mero Mascarenhas. Esta iniciativa foi fundamental para a alfabetização de muitos habitantes e para a organização de festividades que enriqueciam a vida comunitária.
A primeira igreja católica foi edificada em 1958. Dois anos depois, em 1960, a estrutura sofreu danos significativos devido a chuvas intensas, resultando em seu desabamento e posterior reconstrução. Naquele período, o povoado contava com um time de futebol local, o Fluminense, que tinha entre seus jogadores nomes como Antonio Titinho, Zequinha, Francisco e Lori.
A denominação alternativa de Vila Carneiro surgiu, conforme relatos, durante os processos de registro eleitoral, quando se notou a prevalência do sobrenome Carneiro entre os moradores, justificando o nome secundário.
Atualmente, o Distrito de Goiabeira apresenta um estágio avançado de desenvolvimento, caracterizado por uma infraestrutura diversificada que inclui um comércio local abrangente, instituições religiosas, estabelecimentos de alimentação (lanchonetes e panificadoras), academia, posto de saúde, mercearias e uma escola com ensino médio, além de facilidades de transporte e serviços diversos.
Em 16 de maio de 2025, uma Sessão Itinerante da Câmara Municipal de Conceição do Coité foi realizada em Goiabeira, resultando na aprovação da elevação do povoado à categoria de distrito. O Distrito de Goiabeira abrangerá os povoados e comunidades adjacentes de Boa Vista, Lagoa da Vaca, Biongo, Simão, Torta e Maria Preta, consolidando sua importância regional.

## Características geográficas
| Clima               | População      | Fuso Horário | Distância até Salvador | Relevo   | Altitude | Vegetação |
| ------------------- | -------------- | ------------ | ---------------------- | -------- | -------- | --------- |
| Tropical semi-árido | Cerca de 1.500 | UTC-3        | +-217km                | Planície | 400m     | Caatinga  |

## Povoados limítrofes
- Boa Vista
- Lagoa da Vaca
- Maria Preta
- Biongo

1. ↑  «Câmara de Conceição do Coité - BA». domunicipio.com. Consultado em 21 de maio de 2025